# عرق يسوع ومظهره

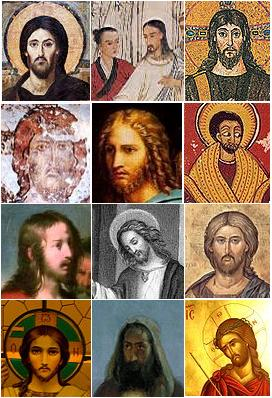
لا يوجد اتفاق أكاديمي على مظهر يسوع، فقد صُور على مر القرون بمظاهر عدة

لم يزل عرق يسوع ومظهره موضوع نقاش منذ أيام المسيحية المبكرة. اقتُرحت ونوقشت نظريات متعددة عن عرق يسوع. في العصور الوسطى، كُتبت عدة وثائق تفصّل مظهر يسوع، عمومها من مصادر مجهولة أو مريبة، وانتشرت بين الناس. اليوم يعتبر معظم هذه الوثائق تزويرًا.
ظهر طيف واسع من التصويرات ليسوع في الألفيتين بعد موته، تأثر كثير منها ببيئته الثقافية وظروفه السياسية وسياقاته اللاهوتية. ثبت تصوير يسوع على هيئة رجل قصير اللحية في فن القرون المسيحية الأولى تدريجيًّا. هذه الصور عادةً مبنية على تأويلات من الطبقة الثانية والثالثة لمصادر زائفة، تعتبر بالعموم غير دقيقة تاريخيا.
مع حلول القرن التاسع عشر، طُوّرت نظريات تقول إن يسوع لم يكن ساميًّا، واقترح الكتّاب أنه كان أبيض أو أسود أو هنديًّا أو من عرق آخر. ولكن، كما في قضايا أخرى لنسب أفراد من الكتاب المقدس إلى عرق معين، بقيت هذه الدعاوى مبنية على أنماط ثقافية ومركزية عرقية ونزعات اجتماعية، لا على تحليل علمي أو منهج تاريخي.

## المظهر التاريخي
وجد البحث العلمي على الهياكل العظمية القديمة في فلسطين أن اليهود الذين عاصروا يسوع كانوا أقرب إلى اليهود العراقيين منهم إلى أي شعب معاصر، ومن ثم فإن المظهر المتوسط لليهودي في ذلك الزمن كان بني الشعر داكنه، أو أسوده، ذا بشرة زيتونية وعيون بنية. كان الرجال اليهوديون في تلك الفترة من الزمان متوسط طولهم 1.65 متر، أو 4 أقدام و5 إنشات. اقترح أيضًا الباحثون أنه يرجح أن يسوع كان له شعر قصير ولحية، وفقًا للممارسات اليهودية في ذلك العصر ومظاهر الفلاسفة فيه. أقدم تصويرات يسوع من المقابر الرومانية تصوره خاليًا من شعر الوجه.
تكهن المؤرخون كيف أثر نمط حياة يسوع الزاهد والجوّال، وعمله حرفيًّا يدويًّا، ومواجهته للأشياء التي يستلزمها هذا الأمر، في شكله. اقتُرح أن يسوع غالبًا كان نحيلًا.

## الإشارات الكتابية

### العهد القديم
استُعملت إشارات العهد القديم التي فسرها المسيحيون على أنها دالّة على المسيح يسوع لتشكيل تخمينات عن مظهره. أشعياء 53:2 تشير إلى مسيحٍ مجلود «لا جمال فننظر إليه ولا منظر فنشتهيه»، ويصفه المزمور 45:2–3 بأنه «أجمل من بني البشر». تفسّر هاتان الآيتان غالبًا على أنهما دالّتان على وصف جسمي.

### العهد الجديد

#### في الأناجيل
ليس في العهد الجديد وصفٌ ليسوع قبل موته، والسرديّات الإنجيلية بالعموم لا تكترث بمظاهر الناس وخصائصها العرقية.
تشمل الأناجيل الإزائية قصة عن تجلّي المسيح، الذي مُجّد فيه بأن «أشرق وجهه إشراق الشمس»، ولكن هذا المظهر يعتبَر دالًّا على هيئة يسوع السحرية المتجلية.

#### في سفر الرؤيا
يشمل سفر الرؤيا رؤية يوحنا لابن الإنسان:
كان شعر رأسه أبيض كالصوف، بياضًا كبياض الثلج، وكانت عيناه كالنار المشتعلة. كانت قدماه مثل البرونز يتوهج في فرن، وكان صوته كصوت المياه المسرعة. كان ممسكًا بسبعة أنجمٍ في يده اليمنى، وخارجًا من فمه سيفٌ حادٌّ له حدّان. كان وجهه كالشمس مشرقةً كلّ الإشراق.
تعتبر هذه الرؤية عادة دالّة على يسوع بهيئته السماوية، لا على مظهره في حياته الأرضية.

## التقاليد الأدبية

### من المسيحية المبكرة إلى العصور الوسطى
على رغم غياب الإشارات الكتابية أو التاريخية المباشرة، فإننا نجد من القرن الثاني وقُدُمًا نظريات متنوعة عن مظهر يسوع، ولكن أقدم هذه النظريات تركز على مظهره الجسمي أكثر من عرقه أو نسبه. نوقشت حجج كبيرة من هذا النوع على مدى قرون.
قال جستن مارتر إن نسب يسوع راجعٌ إلى السلالة الداوودية من جهة مريم، وكذلك من جهة أبيه غير البيولوجي يوسف. لكن هذا لا يقتضي إلا نسبًا يهوديًّا عامًّا، يقرّ به الكُتّاب عمومًا.
كان تركيز كثير من المصادر الأولى على قباحة يسوع لا على جماله. كتب الفيلسوف سلسس ابن القرن الثاني والمعادي للمسيحية إن يسوع كان «قبيحًا وقميئًا» ونجد أوصافًا شبيهة في عدد من المصادر الأخرى التي ناقشها بتوسّع روبرت إزلر، الذي يقتبس كثيرًا من إرنست فون دوبشوتز من كتابه الضخم كريست بلدر. يقول ترتوليان إن مظهر يسوع الخارجي كان مكروهًا، وأن مظهره كان خسيسًا، وأن التشهير الذي عاناه كان دليلًا على «بؤس حالة» جسمه. أما إيرانيوس فيقول إنه كان ضعيفًا مغمورًا، وقد وصف في أعمال بطرس بأنه قميء وقبيح في عين الجاهل. وفي رأي أندرو الكريتي فإن المسيح كان متقوس الظهر أو أحدب، وفي أعمال يوحنا وصف بأنه أصلع وصغير ولا جمال له.
وكما روى إزلر فإن هيروسوليميتانس ويوحنا الدمشقي يدعيان أن «اليهودي يوسفس» وصف يسوع بأن له حواجب متصلة وعيونًا كبيرة ووجهًا طويلًا، وجسمًا أحدب كبيرًا. في رسالة من بعض الأساقفة إلى الإمبراطور ثيوفيلوس، وُصف طول يسوع بأنه 3 أذرع (1.37 مترًا تقريبًا)، وكان هذا أيضًا رأي أفرام السوري (320–379 بعد الميلاد)، القائل: «تجسّد الله إنسانًا وظهر في هيئة من ثلاثة أذرع، جاء إلينا صغير القامة». كذلك ادعى ثيودور المصيصي أن مظهر يسوع كان أصغر من قامات بني يعقوب (إسرائيل). في رسالة لنتلس المنحولة، وصف يسوع بأن له بشرة حمراء، وهو ما يوافق التراث الإسلامي من هذه الناحية. توقّع يسوع بأنه سيُهزَأ به ويُقال: «طبيبُ، اشف نفسك»، قد يدل على أن يسوع كان حتمًا معيبًا (أحدب)، وهو ما تدعيه النصوص المسيحية المبكرة المذكورة أعلاه. اعتبر جستن مارتر وترتوليان وأمبروز أن انعدام الجاذبية الجسمية في يسوع تحقيقٌ للنبوءة التي تصف المسيح بالعبد المتألم في أشعياء 53.
أما النظرة اللاهوتية السائدة أكثر، كما وصف آباء الكنيسة جيروم وأوغسطين الهيبوني، فتقول إن مظهر يسوع لا بد أن يكون مثاليًّا في جمال الوجه والجسم. ففي رأي أوغسطين كان يسوع «جميلًا كالطفل، جميلًا في الأرض، جميلًا في السماء». هذه الحجج اللاهوتية وسّعها أكثر في القرن الثالث عشر توما الإكويني في كتابه سوما ثيولوجياي (الخلاصة اللاهوتية) بناءً على تحليله لكمال المسيح، واستدل بأن يسوع لا بد أنه جسّد كل كمال إنساني.
في العصور الوسطى، كُتبت عدة وثائق تفصّل مظهر يسوع، عمومها من مصادر مجهولة أو مريبة، وانتشرت بين الناس.
حوالي القرن التاسع، ذكر إبيفانيوس موناكس شخصيّة مَلَكية طويلة، فَسّرها الناس أحيانًا بأنها يسوع، لكن العلماء يقولون إنه من غير المرجح أن تكون إشارة ليسوع. من الإشارات الزائفة أيضًا مجلّد أركو ورسالة بونيتس بيليت إلى تيبيريوس سيزر، التي كانت التصويرات فيها مكتوبة في العصور الوسطى على الأرجح.
أما رسالة لنتلس، وهي رسالة مزورة تُنسَب إلى بوبليوس لنتلس، حاكم يهودا، إلى مجلس الشيوخ الروماني، وفي رأي معظم العلماء كُتبت هذه الرسالة لتكون تعويضًا عن غياب أي وصف جسمي ليسوع في الكتاب المقدس. كذلك في القرن الرابع عشر اقتبس نيسفورس كاليستس مصدرًا قديمًا غير مسمًّى وصف يسوع بأنه طويل وجميل وله شعر جميل متموج، ولكن هذه الرواية غالبًا كانت مستلهمةً من الصور الفنية الشائعة ليسوع، ولا أساس لها غير ذلك.

### نشوء النظريات العرقية
كان يسوع من أحفاد الملك داوود، حسب إنجيل متى وإنجيل لوقا. من الحجج المعارضة لهذه الدعوى التناقُض الموجود في أنساب يسوع: يقول متى إنه من أحفاد سليمان، ويقول لوقا إنه من أحفاد ناثان، وسليمان وناثان أخوان. قال يوحنا الدمشقي إنه لا تعارض، لأن ناثان تزوج زوجة سليمان بعد موته، وفقًا للييبوم (وهي الوصية الآمرة بتزوّج زوجة الأخ بعد موت الأخ إذا لم يكن لها ولد).
في كتابه تزوير الأعراق يقول كولن كِد إن نسبة الأفراد الكتابيين إلى أي عرق ممارسةٌ ذاتيّة غالبًا، ومبنية على الأنماط الثقافية والنزعات المجتمعية لا على المناهج العلمية. راجع كد عددًا من النظريات عن عرق يسوع، منها يسوع الآريّ ويسوع الإفريقي الأسود.